# Могилатов, Денис Александрович
Денис Александрович Могилатов (род. 1988, Ярославль) — хоккеист-нападающий.
Воспитанник ярославской хоккейной школы. Выступал за «Локомотив-2» (Ярославль, 2005/2006), «Юниор» (Минск, 2006/2007), «Керамин-2» (Минск, 2007—2010), «Керамин» (Минск, 2009/2010). Выступает за «Могилёв» (с 2010) в Белорусской экстралиге.
| Сезон     | Клуб          | Лига                   |    | Регулярный чемпионат | Регулярный чемпионат | Регулярный чемпионат | Регулярный чемпионат | Регулярный чемпионат |   | Плей-офф | Плей-офф | Плей-офф | Плей-офф | Плей-офф |
| Сезон     | Клуб          | Лига                   | И  | Г                    | П                    | О                    | Ш                    | И                    | Г | П        | О        | Ш        |          |          |
| --------- | ------------- | ---------------------- | -- | -------------------- | -------------------- | -------------------- | -------------------- | -------------------- | - | -------- | -------- | -------- | -------- | -------- |
| 2009/2010 | Керамин Минск | Белорусская экстралига | 9  |                      |                      | 1+1                  | 2                    | 1                    |   |          | 0+0      | 0        |          |          |
| 2010/2011 | Могилёв       | Белорусская экстралига | 15 |                      |                      | 4+2                  | 6                    |                      |   |          |          |          |          |          |